# Jackson All-Americans
Die Jackson All-Americans waren ein US-amerikanisches Eishockeyfranchise der All-American Hockey League aus Jackson, Michigan. 

## Geschichte
Die Jackson All-Americans nahmen zur Saison 1986/87 als eines von fünf Gründungsmitgliedern den Spielbetrieb in der All-American Hockey League auf. In den drei Jahren ihres Bestehens belegten die All-Americans jeweils einen Mittelfeldplatz in der Liga und beendeten die reguläre Saison jeweils auf dem vierten bzw. fünften Tabellenplatz. Nachdem die All-American Hockey League im Anschluss an die Saison 1988/89 aufgelöst worden war, stellte die Mannschaft ebenfalls den Spielbetrieb ein. 

## Saisonstatistik
Abkürzungen: GP = Spiele, W = Siege, L = Niederlagen, T = Unentschieden, OTL = Niederlagen nach Overtime SOL = Niederlagen nach Shootout, Pts = Punkte, GF = Erzielte Tore, GA = Gegentore, PIM = Strafminuten
| Saison  | GP | W  | L  | T | OTL | SOL | Pts | GF  | GA  | Platz    | Playoffs |
| 1986–87 | 32 | 8  | 22 | 2 | —   | —   | 18  | n/a | n/a | 5., AAHL |          |
| 1987–88 | 40 | 14 | 21 | 5 | —   | —   | 33  | 227 | 318 | 4., AAHL |          |
| 1988–89 | 30 | 6  | 21 | 3 | —   | —   | 15  | n/a | n/a | 4., AAHL |          |